# Upplands runinskrifter 951
Upplands runinskrifter 951 är en runsten som står vid infarten till gården Säby, inte långt från E4:an i Danmarks socken, Uppland. Runstenen är ljusröd-grå granit, 1,5 meter hög och 1 meter bred (vid basen) samt 0,5-0,6 meter tjock. Runhöjden är 8-12 centimeter.

## Inskriften

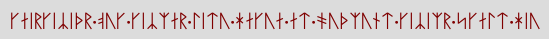
Runslingan på U 951

Inskriften är enkel och täcker två sidor av stenen. Runorna själva är oregelbundna och på sida A är en del av texten ristad utanför den egentliga runslingan. litu hakua står längst upp på stenen, ovanför runslingan som om det fick läggas till i efterhand.

### Inskriften i runor[3]
(sida A) ᚴᛅᛁᚱᚴᛁᛦᛁᚦᚱ᛫ᚮᚢᚴ᛫ᚴᛁᛦᛘᛅᚱ᛫ᛚᛁᛏᚢ᛫ᚼᛅᚴᚢᛅ
(sida B) ᛅᛏ᛫ᚬᚢᚦᛘᚢᚾᛏ᛫ᚴᛁᛦᛁᛘᚱ᛫ᛋᚴᛅᛚᛏ᛫ᚼᛁᚢ

### Inskriften i translitterering
Translitterering av runraden:
§A kairkiʀiþ-r : ouk : kiʀmar litu : ha[ku]a 
§B at ouþmunt kiʀimr : skalt hiu
Normalisering till runsvenska:
§A Gæiʀfriðr(?) ok Gæiʀmarr letu haggva 
§B at Auðmund. Grimʀ Skald hio.
Översättning till nusvenska:
§A Gerfrid (?) och Germar lät hugga 
§B efter Ödmund. Grim skald högg.
Gæiʀfriðr är sannolikt ett kvinnonamn, och då det står före mansnamnet Gæiʀmarr på ristningen är troligen fallet så att Gæiʀfriðr är Gæiʀmarr mor. Auðmund är troligen då maken respektive fadern till de två som rest stenen.

## Historia
Ristaren Grim skald som signerade stenen är troligtvis även ristaren som skapade U 946 som står vid Danmarks kyrka. Den senare stenen är inte signerad, men runslingan på U 946 samt korset är mycket likt ristningen på sida B av U 951.
Inskrifterna liknar även inskriften på U 912 vid Börje kyrka, liksom Upplands runinskrifter 988,
|  |  |  |